# Xiejiaji
Xiejiaji är ett stadsdistrikt i Huainan i provinsen Anhui i östra Kina.
Xiejiaji är indelat i fem stadsdelsdistrikt, fyra köpingar och två socknar (varav en etnisk minoritetssocken.
Stadsdelsdistrikt (jiedao):

- Caijiagang (蔡家岗街道)
- Lixin (立新街道)
- Pingshan (平山街道)
- Xiejiaji (谢家集街道)
- Xiesancun (谢三村街道)

Köpingar (zhen):

- Liyingzi (李郢孜镇)
- Tangshan (唐山镇)
- Wangfenggang (望峰岗镇)
- Yanggong (杨公镇)

Socknar (xiang):

- Sunmiao (孙庙乡)

Etnisk minoritetssocken (zu xiang):
- Gudui (孤堆回族乡) (för huifolket)